# Jakub Zbořil
Jakub Zbořil (* 21. února 1997, Brno) je český hokejový obránce momentálně hrající v týmu HC Vítkovice Ridera v české Extralize ledního hokeje. Jeho mateřským klubem je tým HC Kometa Brno, kde působil v juniorských letech. Dne 27. června 2015 byl draftován již v prvním kole draftu 2015 jako 13. celkově týmem Boston Bruins.

## Hráčská kariéra

### Klubové statistiky
| Sezona      | Klub                | Soutěž      | Základní část | Základní část | Základní část | Základní část | Základní část | Play off | Play off | Play off | Play off | Play off |
| Sezona      | Klub                | Soutěž      | Z             | G             | A             | B             | TM            | Z        | G        | A        | B        | TM       |
| ----------- | ------------------- | ----------- | ------------- | ------------- | ------------- | ------------- | ------------- | -------- | -------- | -------- | -------- | -------- |
| 2012/13     | HC Kometa Brno U18  | ESD (U18)   | 27            | 4             | 5             | 9             | 70            | 3        | 0        | 2        | 2        | 8        |
| 2013/14     | HC Kometa Brno U18  | ESD (U18)   | 2             | 1             | 1             | 2             | 0             | 10       | 3        | 5        | 8        | 14       |
| 2013/14     | HC Kometa Brno U20  | EJ (U20)    | 36            | 5             | 16            | 21            | 57            | —        | —        | —        | —        | —        |
| 2014/15     | Saint John Sea Dogs | QMJHL       | 44            | 13            | 20            | 33            | 73            | 5        | 1        | 2        | 3        | 18       |
| 2015/16     | Saint John Sea Dogs | QMJHL       | 50            | 6             | 14            | 20            | 57            | 17       | 2        | 8        | 10       | 6        |
| 2016/17     | Saint John Sea Dogs | QMJHL       | 50            | 9             | 41            | 44            | 44            | 16       | 3        | 4        | 7        | 12       |
| 2017/18     | Providence Bruins   | AHL         | 68            | 4             | 15            | 19            | 38            | 4        | 0        | 0        | 0        | 2        |
| 2018/19     | Providence Bruins   | AHL         | 56            | 4             | 15            | 19            | 38            | 4        | 0        | 0        | 0        | 0        |
| 2018/19     | Boston Bruins       | NHL         | 2             | 0             | 0             | 0             | 0             | —        | —        | —        | —        | —        |
| 2019/20     | Providence Bruins   | AHL         | 58            | 3             | 16            | 19            | 46            | —        | —        | —        | —        | —        |
| 2020/21     | HC Kometa Brno      | EHL         | 18            | 1             | 7             | 8             | 4             | —        | —        | —        | —        | —        |
| 2020/21     | Boston Bruins       | NHL         | 42            | 0             | 9             | 9             | 18            | —        | —        | —        | —        | —        |
| 2021/22     | Boston Bruins       | NHL         | 10            | 0             | 3             | 3             | 4             | —        | —        | —        | —        | —        |
| 2022/23     | Boston Bruins       | NHL         | 22            | 1             | 3             | 4             | 6             | —        | —        | —        | —        | —        |
| 2023/24     | Providence Bruins   | AHL         | 31            | 0             | 9             | 9             | 19            | —        | —        | —        | —        | —        |
| 2023/24     | Cleveland Monsters  | AHL         | 15            | 0             | 4             | 4             | 10            | 14       | 1        | 3        | 4        | 18       |
| 2024/25     | HC Dynamo Pardubice | ELH         |               |               |               |               |               |          |          |          |          |          |
| NHL celkově | NHL celkově         | NHL celkově | 76            | 1             | 15            | 16            | 28            | 0        | 0        | 0        | 0        | 0        |

### Reprezentační statistiky
| Rok             | Tým             | Událost         | Z  | G | A | B  | TM | Umístění |
| --------------- | --------------- | --------------- | -- | - | - | -- | -- | -------- |
| 2014            | Česko 18        | MS18            | 7  | 0 | 3 | 3  | 8  | . místo  |
| 2015            | Česko 18        | MS18            | 3  | 1 | 1 | 2  | 4  | 6. místo |
| 2016            | Česko 20        | MSJ             | 5  | 0 | 1 | 1  | 31 | 5. místo |
| 2017            | Česko 20        | MSJ             | 5  | 0 | 4 | 4  | 10 | 6. místo |
| 2023            | Česko           | MS              | 8  | 1 | 1 | 2  | 2  | 8. místo |
| Junioři celkově | Junioři celkově | Junioři celkově | 20 | 1 | 9 | 10 | 53 |          |